# Happy Nation
«Happy Nation» — дебютний музичний альбом шведського гурту Ace of Base, що вийшов на початку 1993 року. Альбом досяг першого місця в чартах як мінімум 14 країн. У США за перший рік було продано понад 8 мільйонів копій, в Канаді більше 1 мільйона, всього у світі було продано 24 мільйонів копій альбому.
25 листопада 1993 року альбом перевиданий в США під іншою назвою — «The Sign». Перевиданий альбом містить 4 нові пісні.
Кілька пісень з альбому, включаючи «The Sign», «All That She Wants» і, «Don't Turn Around», були піснею # 1 в чартах США і країнах Європи.

## Список пісень
1. «Voulez-Vous Danser»
2. «All That She Wants»
3. «Münchhausen (Just Chaos)»
4. «Happy Nation (Faded Edit)»
5. «Waiting for Magic»
6. «Fashion Party»
7. «Wheel of Fortune»
8. «Dancer in a Daydream»
9. «My Mind» (Mindless Mix)
10. «Wheel of Fortune» (Original Club Mix)
11. «Dimension of Depth» (Instrumental)
12. «Young and Proud»
13. «All That She Wants» (Banghra Version)

### Американська версія
Американська версія, відома як «Happy Nation (U.S. Version)» містить 4 нові пісні — «Don't Turn Around», «The Sign», «Living in Danger», «Hear Me Calling» і бонус — ремікс на пісню «Happy Nation».

## Позиція в хіт-парадах
| Чарти          | Найкраща позиція |
| -------------- | ---------------- |
| Аргентинський  | 1                |
| Австралійський | 9                |
| Австрійський   | 3                |
| Канадський     | 1                |
| Данський       | 1                |
| Нідерландський | 2                |
| Французький    | 1                |
| Німецький      | 1                |
| Грецький       | 1                |
| Угорський      | 1                |

| Хіт-паради       | Найкраща позиція |
| ---------------- | ---------------- |
| Ізраїльський     | 1                |
| Японський        | 1                |
| Новозеландський  | 1                |
| Норвезький       | 1                |
| Португальський   | 1                |
| Іспанський       | 5                |
| Швейцарський     | 2                |
| Шведський        | 3                |
| Британський      | 1                |
| US Billboard 200 | 1                |